# Barrera de hielo Jorge VI
La barrera de hielo Jorge VI es una barrera o plataforma de hielo que ocupa el canal Jorge VI (denominado en Argentina Presidente Sarmiento) que separa la isla Alejandro I de la costa oeste de la península Antártica. La plataforma de hielo se extiende desde la bahía Ronne, en el extremo suroeste del canal, hasta la isla Niznik, a unos 56 kilómetros al sur de la entrada norte entre los cabos Brown y Jeremy. Fue nombrado por el Comité de Topónimos Antárticos del Reino Unido en asociación con el canal Jorge VI.

## Características
Es la plataforma de hielo más grande en la costa oeste de la península antártica, cubriendo un área de 23 880 km². Se destaca además por sus particularidades: tiene dos frentes de hielo que están a 500 kilómetros de distancia, experimentando cinco condiciones climáticas muy diferentes. Está restringida dentro de un canal angosto, de 25 km de ancho en el norte, que se extiende a más de 70 km en el sur y pierde la mayor parte de su masa para fundirse. La mayor parte del hielo en la plataforma deriva de la alimentación de los glaciares desde la península Antártica en el este. Este hielo fluye en gran medida a través de la plataforma de hielo hacia la isla Alejandro I en el oeste.
Tanto los frentes de hielo norte y sur han mostrado retroceso en las últimas décadas, pero el área general no ha mostrado cambios significativos, manteniendo el 92 % de su tamaño original. Se cree que es sensible a los cambios en la circulación oceánica.
El frente norte mostró un corto período de avance entre 1947 y 1960, seguidos por una fase principal de retirada de la plataforma de hielo hasta 1980, la misma continúa lentamente hasta la actualidad. Se calcula que unos 610 km² de hielo se ha perdido desde 1947. Por su parte, el frente sur ha mostrado una tasa regular de retroceso desde 1947, aunque la retirada se ha ralentizado desde la década de 1990. Ha perdido un total de 1330 km² desde 1947. Además, en este sector la plataforma de hielo es significativamente más gruesa (con un máximo de 600 metros) y más ancha (más de 70 km) que en el norte.
Se ha conocido una inusual abundancia de estanques anuales de derretimiento en la plataforma de hielo, al menos desde la década de 1960 y especialmente en su parte sur.

## Reclamaciones territoriales
Argentina incluye a la barrera de hielo en el departamento Antártida Argentina dentro de la provincia de Tierra del Fuego, Antártida e Islas del Atlántico Sur; para Chile forma parte de la Comuna Antártica de la provincia Antártica Chilena dentro de la Región de Magallanes y de la Antártica Chilena; y para el Reino Unido integra el Territorio Antártico Británico. Las tres reclamaciones están restringidas por los términos del Tratado Antártico.
Nomenclatura de los países reclamantes:
- Argentina: barrera de hielos Presidente Sarmiento[4]
- Chile: plataforma de hielo Jorge VI
- Reino Unido: George VI Ice Shelf